# Kuris (zbiornik)
Kuris – zbiornik zaporowy na rzece Kuris na Cyprze położony ok. 15 km na północny zachód od Limassolu. Zajmuje powierzchnię 3,6 km² i ma pojemność 115 mln m³. Zasilany jest wodami rzek Kuris, Limnatis i Krios.
Budowa 110-metrowej zapory rozpoczęła się w 1984 roku. Prace budowlane ukończono w 1988 roku, zaś oficjalne otwarcie nastąpiło 1989 roku. Budowa trwała cztery lata i kosztowała 29 mln funtów cypryjskich. W 1985 roku w związku z budową zapory przeniesiono wieś Alasa.
Według miejscowych przekonań jezioro jest domem kryptydy, jednak pomimo poszukiwań, cypryjskie Ministerstwo Rybołówstwa i Spraw Morskich nie znalazło dowodów na jej istnienie.

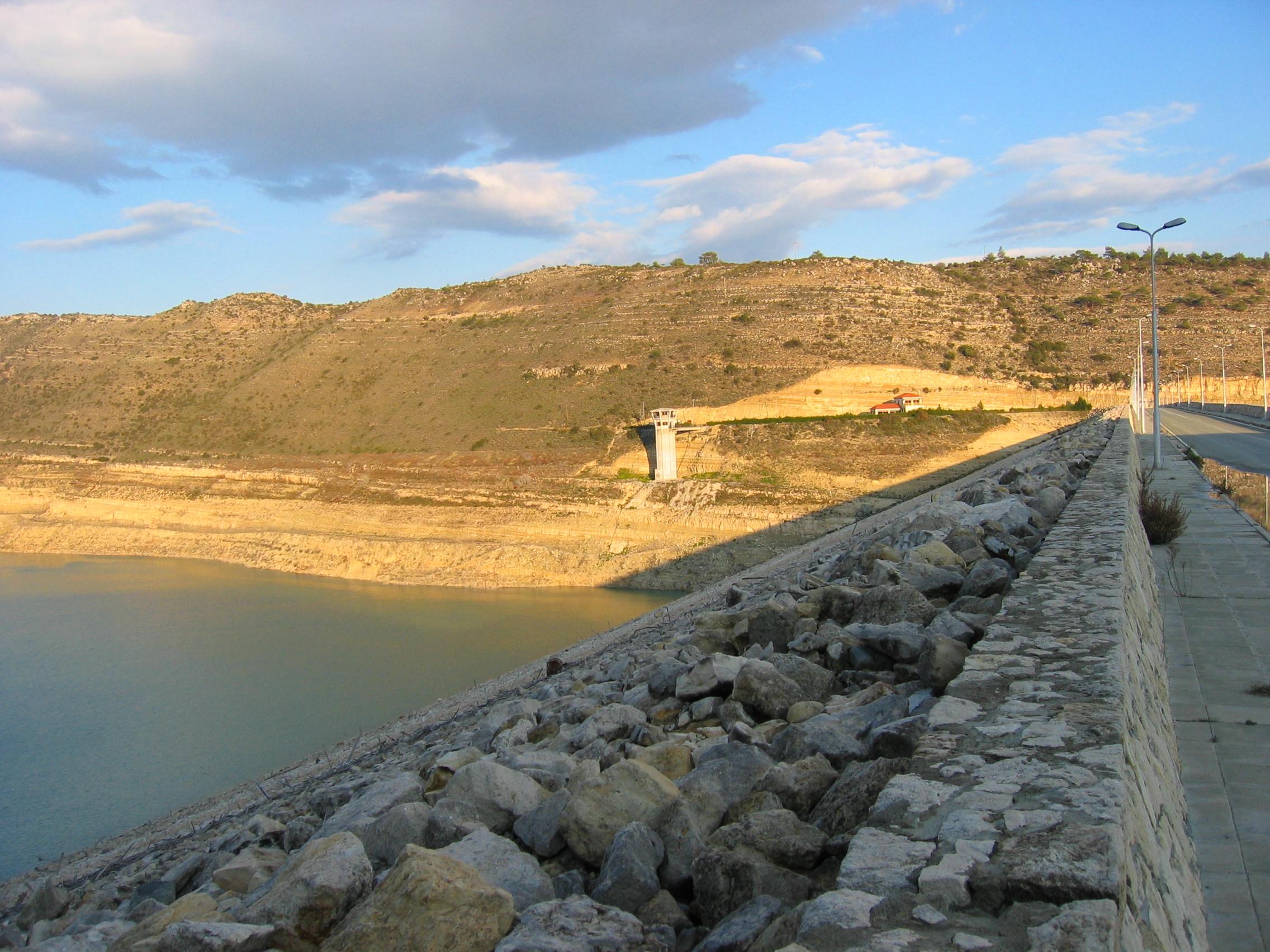
Widok na zbiornik z zapory
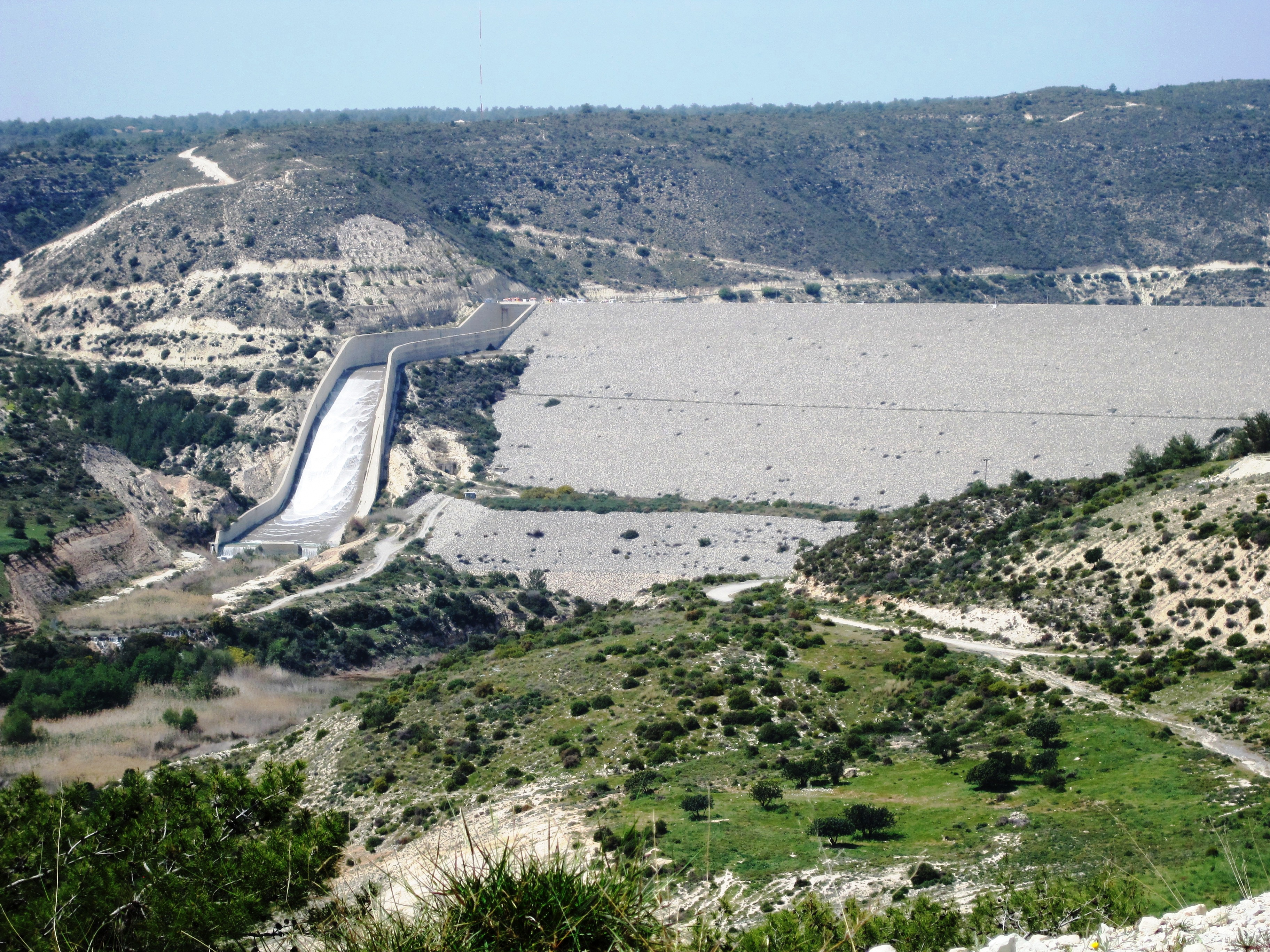
Widok na zaporę z okolicznych wzgórz
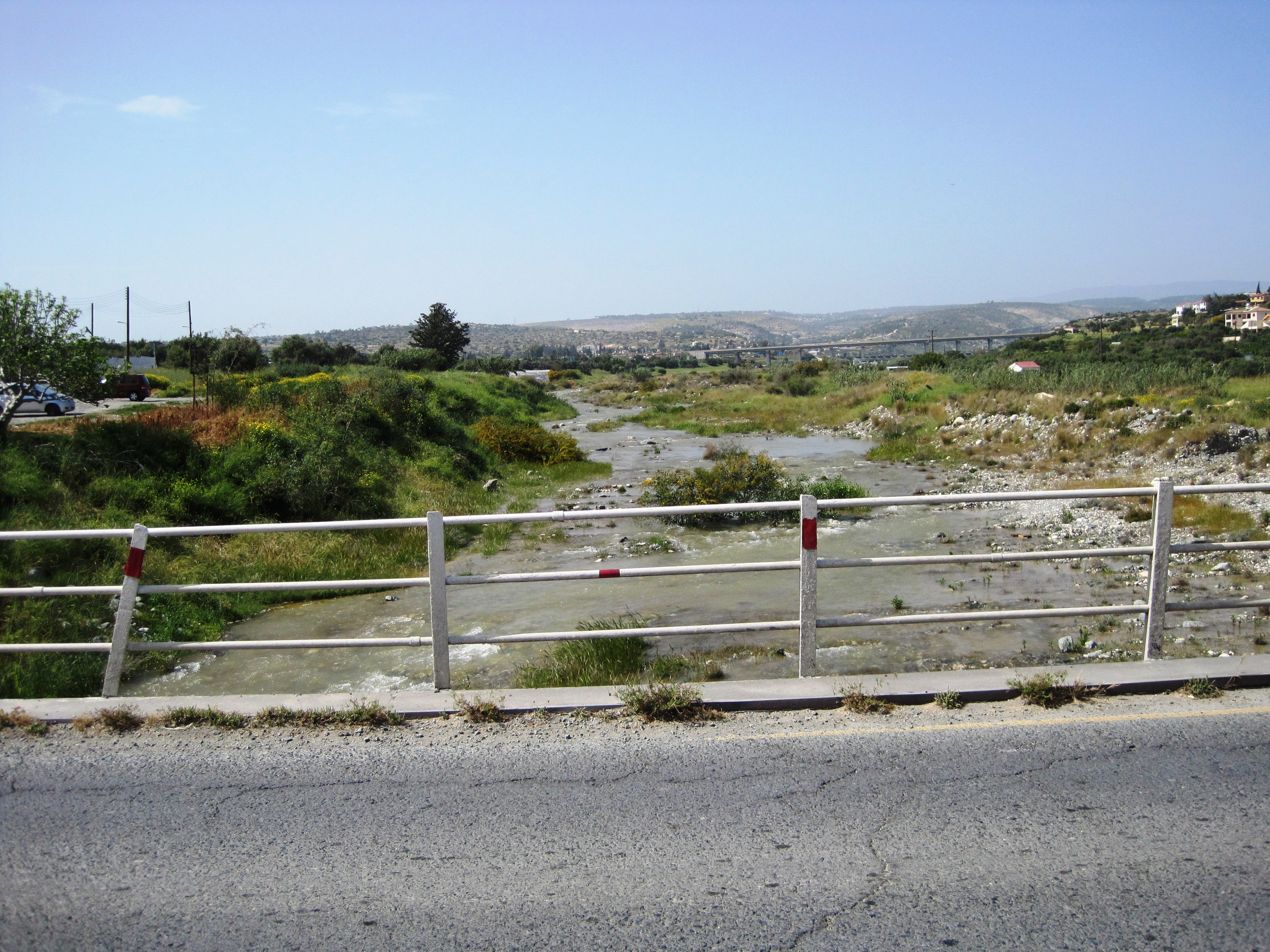
Rzeka Kuris